# Даница Дана Додић
Даница Дана Додић (Милутовац код Трстеника, 1954) српска је песникиња која живи и ствара у Паризу.

## Биографија
Даница Дана Додић је дипломирала на Факултету политичких наука у Београду. Од 1972. живи и ради у Паризу, где се бави поетским стваралаштвом и учествује у културном животу српске дијаспоре у Паризу. Објавила је 7 збирки поезије. Њене песме су преведене на француски, руски, бугарски, македонски, пољски и немачки језик. Заступљене су у антологијама и књижевним часописима словенских народа. Остварила је сарадњу са српским уметницима, оперском певачицом Тањом Андријић и композитором Мирољубом Аранђеловићем Расинским, приликом које је компоновано и изведено15 њених песама.
Председница је Удружења „Art et la vie” („Уметност и живот") од 1991. године, из кога је изнедрила многе културне догађаје. Основала је манифестацију „Сабор песника српске дијаспоре” у оквиру „Песничког пролећа", коју у Храму Светог Саве у Паризу реализује више од две деценије. Негује сарадњу са српским допунским школама, а деца гостују у свим културним програмима које организује.
Учествовала је на међународним књижевно-уметничким фестивалима, попут „Смедеревске песничке јесени”, Дана словенске писмености и културе „Ћирило и Методије” у Русији, „Летећег пера” у Тверу и „Јефимијиних дана” у манастиру Љубостиња код Трстеника. Учешће узима на песничким сусретима у Франкфурту, Будимпешти, Варшави, Румунији и Бугарској, али и у Торонту, остваривши сарадњу са српским песницима који живе и стварају у Канади.
Члан је Удружења књижевника Србије и Удружења писаца „Седмица” из Франкфурта. Добитница је признања и награда за песничко дело, допринос развијању српске културе у дијаспори и за сарадњу са допунским школама, међу којима су „Златна значка" Културно-просветне заједнице Србије и Министарства за дијаспору Републике Србије 2010, „Плакета са ликом Симе Матавуља" Удружења књижевника Србије 2015. и Захвалница Допунске наставе на српском језику у Паризу Министарства просвете Републике Србије 2024. године.

## Дела
- „Само стих”, Народна библиотека „Вук Караџић", Београд,1998.
- „Париска свитања”, Gnosos, Београд, 2003. ISBN 86-83533-15-8
- „Платно времена”, Gnosos, Београд, 2006. ISBN 86-83539-20-2
- „Платно времена II”, Меридијани, Смедерево, 2009. ISBN - 978-86-84201-71-5
- „Невреме”, Граматик, Београд, 2014.ISBN - 978-86-6135-058-0
- „Овде далеко”, Просвета, Београд, 2019. 2015/CIP_mono_10_2019/zapisi31.html ISBN 978-86-07-02251-9
- „Живим у песми”, Удружење књижевника Србије, Београд, 2023. ISBN - 978-86-81628-49-2

## Компоноване песме
| Песма                     | Година | Музика                       | Текст        | Жанр                           |
| ------------------------- | ------ | ---------------------------- | ------------ | ------------------------------ |
| „Заједно"                 | 2015.  | Мирољуб Аранђеловић Расински | Даница Додић | уметничка музика               |
| „Платно времена"          | 2015.  | Биљана Васиљевић Драшковић   | Даница Додић | уметничка музика               |
| „Витешка песма"           | 2016.  | Мирољуб Аранђеловић Расински | Даница Додић | уметничка музика намењена деци |
| „Стара планина"           | 2018.  | Тања Андријић                | Даница Додић | џез музика                     |
| „Краљица Марија"          | 2019.  | Тања Андријић                | Даница Додић | уметничка музика               |
| „Овде далеко"             | 2019.  | Мирољуб Аранђеловић Расински | Даница Додић | уметничка музика               |
| „Жена времена"            | 2021.  | Мирољуб Аранђеловић Расински | Даница Додић | уметничка музика               |
| „Тесла и Нијагара"        | 2021.  | Тања Андријић                | Даница Додић | популарна музика               |
| „Звуци љубави"            | 2021.  | Тања Андријић                | Даница Додић | популарна музика               |
| „Планета"                 | 2022.  | Тања Андријић                | Даница Додић | популарна музика               |
| „Доситеј Обрадовић"       | 2022.  | Маја Le Roux Обрадовић       | Даница Додић | уметничка музика               |
| „Богородица"              | 2023.  | Тања Андријић                | Даница Додић | уметничка музика               |
| „Химна школе Антон Скала" | 2023.  | Тања Андријић                | Даница Додић | популарна музика намењена деци |
| „Мама"                    | 2024.  | Тања Андријић                | Даница Додић | популарна музика намењена деци |
| „Свети Сава"              | 2024.  | Тања Андријић                | Даница Додић | популарна музика намењена деци |

## Награде и признања
- „Златни Орфеј”, Удружење писаца „Седмица” у Франкфурту, 1998, 2011.
- „Сребрни Орфеј”, Удружење писаца „Седмица” у Франкфурту, 2004, 2005. и 2016.
- Повеља „Петар Кочић”, Париз, 2010.
- „Златна значка”, Културно-просветна заједница Србије и Министарство за дијаспору Републике Србије, 2010.
- Награда „Мисаоник”, Књижевна заједница Сремске Митровице, 2012.
- „Благодарница”, Удружење књижевника Русије, 2013.
- Повеља Канцеларије за дијаспору Града Ниша, 2014.
- Признање за сарадњу с писцима Косовске Митровице, Друштво књижевника Косова и Метохије, 2014.
- „Плакета са ликом Симе Матавуља", Удружење књижевника Србије, 2015.
- Грамата владике крушевачког Давида за допринос у реализацији фрескописања у Милутовцу, 2016.
- Грамата за допринос развијању књижевности Косова и Метохије, Друштво књижевника Косова и Метохије, 2023.
- Захвалница Допунске наставе на српском језику Министарства просвете Републике Србије, 2024.